# پنجاهمین مراسم جایزه گرمی
پنجاهمین مراسم جایزه گرمی (انگلیسی: 50th Annual Grammy Awards)پنجاهمین دوره جوایز گرمی در استیپلز سنتر در لس آنجلس در ۱۰ فوریه ۲۰۰۸ برگزار شد. این دوره جوایز به آثار منتشر شده در سال ۲۰۰۷ اختصاص داشت که در آن آلبوم‌ها بین ۱ اکتبر ۲۰۰۶ تا ۳۰ سپتامبر ۲۰۰۷ منتشر شده را شامل می‌شد. مراسم اولیه در ایالات متحده از طریق شبکه تلویزیونی CBS پخش شد.